# 上村千一郎
上村 千一郎（うえむら せんいちろう、1912年1月17日 - 1991年3月20日）は、日本の政治家、弁護士。位階は正三位、勲等は勲一等。
衆議院議員（10期）、環境庁長官（第10代）。

## 経歴

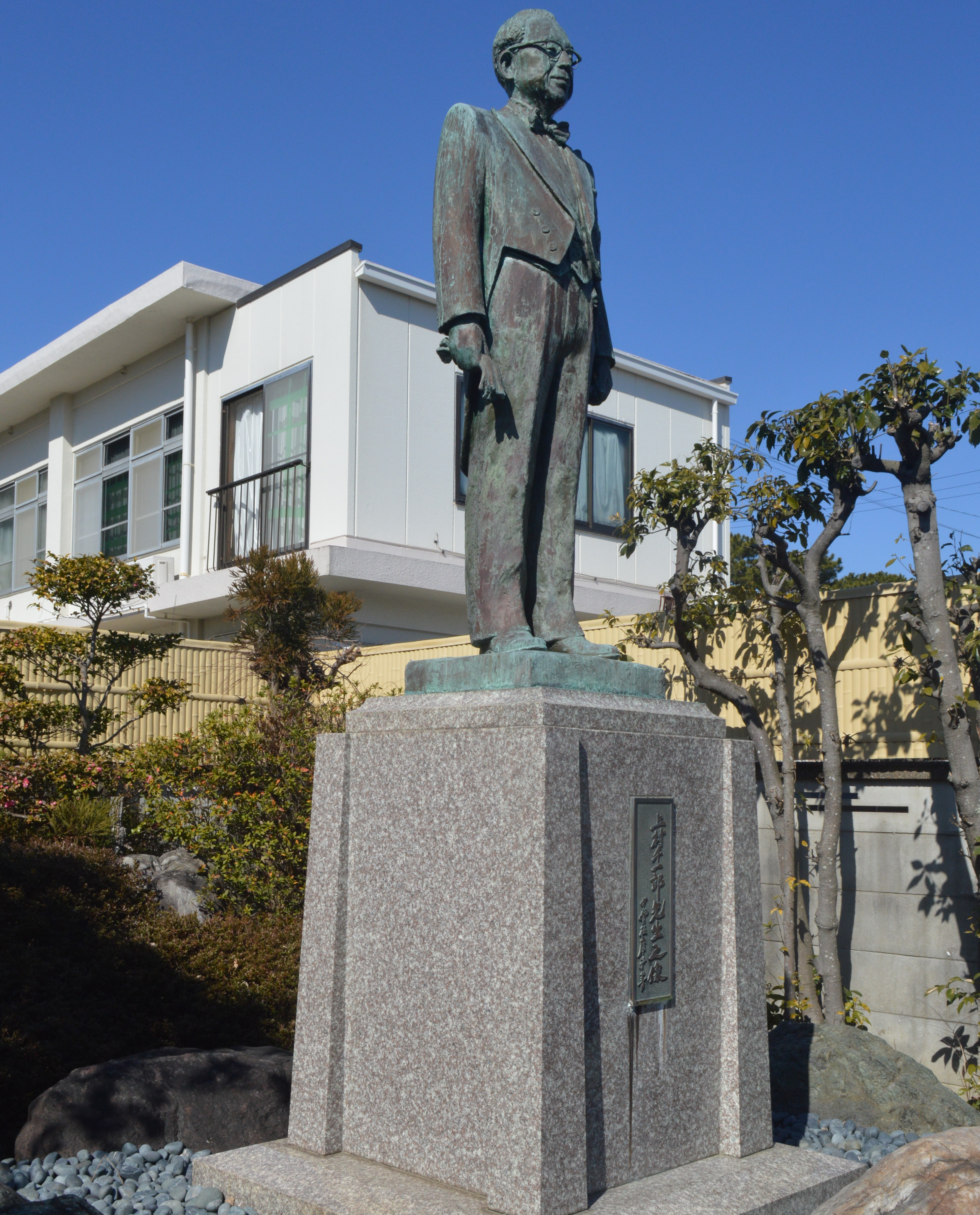
豊橋市八町通3丁目にある上村の銅像

1912年（明治45年）1月17日、愛知県渥美郡福江町（現田原市福江町）に生まれた。祖父は実業家の上村杢左衛門であり、父は上村武太郎。12歳のときに父親を亡くした。
愛知県成章中学校（現愛知県立成章高等学校）、早稲田大学法学部卒業。大学卒業後にはドイツ留学の話があったが、千一郎を跡取りと考えていた祖父の杢左衛門が難色を示したことで御破算となった。大学院で憲法を学んだあと、豊橋市で弁護士を開業した。そのかたわら青年塾を開設し人材の育成に情熱を傾けた。戦後、愛知大学教授に就任。豊橋市選管委員、名古屋弁護士会副会長、日弁連人権擁護委員を歴任。

### 政治家時代
当時参議院議員を務めていた親類の杉浦武雄の推薦を受け、1960年（昭和35年）11月の第29回衆議院議員総選挙に旧愛知5区から自由民主党公認で立候補し初当選。自民党内では中曽根派に属した。1965年（昭和40年）藍綬褒章受章。1966年（昭和41年）総理府総務副長官、1968年（昭和43年）大蔵政務次官、1974年（昭和48年）衆院大蔵委員長、1976年（昭和50年）法務委員長。
1978年（昭和53年）、第1次大平内閣の環境庁長官として初入閣した。1986年（昭和61年）春の叙勲で勲一等に叙され、旭日大綬章を受章する。1987年（昭和62年）、裁判官弾劾裁判所裁判長に就任。1989年（平成元年）8月16日、高齢を理由に正式に政界引退を表明。1990年（平成2年）の総選挙に立候補しなかった。
1991年（平成3年）3月19日、豊橋市八町通の横断歩道を渡る途中、税務署員の運転する車にはねられ、3月20日午前0時過ぎに死亡した。79歳没。翌20日、特旨を以て位十級を追陞され、死没日をもって正八位から正三位に叙された。